# Christian Messier
Christian Messier (né le 22 octobre 1976) est un artiste québécois qui vit et travaille à Montréal. Il œuvre il est connu principalement comme peintre et pour sa pratique de l'art performance. Il est aussi l'auteur du magazine web sur l'art contemporain, Punctum arts visuel qui a été publié quotidiennement entre 2009 et 2014.[citation nécessaire] Christian Messier est représenté par la galerie Laroche/Joncas.

## Les peintures
Les peintures de Christian Messier représentent généralement des scènes dont les personnages adoptent des comportements étranges ou interagissent de manière énigmatique. Tout indice qui enfermerait l'œuvre dans un sens ou une interprétation univoque est soigneusement désamorcé afin que le spectateur ne puisse jamais déterminer avec certitude le récit évoqué.
Généralement composé d'éléments visuels agencés à la manière d'un collage ou peintes avec une rapidité qui met en valeur le geste et la matière, les œuvres de Christian Messier s'inspirent en grande partie du sentiment d'inquiétante étrangeté décrit par Sigmund Freud comme l'impression que quelque chose est simultanément familier et étranger.

## Les performances
Les performances de Christian Messier sont reconnues comme étant dans la lignée du Body art. Souvent énergiques et brutales et même dangereuses pour l'artiste lui-même, ses performances cherchent surtout l'intensité et c'est par ces moyens dont les calculs sont souvent plus esthétiques que techniques que cela passe.[citation nécessaire]
Parmi ses actions classiques, nous retiendrons ses enfermements dont celui qu'il réalisa à la troisième Manif d'art de Québec. Il resta 14 jours enfermé jours et nuits entre deux murs à moins d'un mètre de distance. L'idée était d'offrir l'expérience d'une présence qui ne peut être que représentée par chaque personne qui se trouve devant ce mur. Christian Messier s'est évadé de son propre projet la veille de sa sortie officielle sans que personne soit au courant.[citation nécessaire]
Il n'est pas rare que Christian Messier s'allume littéralement en feu ou se frappe la poitrine jusqu'à épuisement.[citation nécessaire]
Depuis 2000, Il a participé à plusieurs événements et festival à travers le monde dont Infr'action à Sète en France, Live action à Göteborg en Suède, Blow à Ilsede en Allemagne, à Interakje à Piotrków Trybunalski en Pologne, à la Rencontre internationale d'art performance à Québec au Canada, à 7a * 11d à Toronto au Canada, à C'est arrivé près de chez vous au Musée national des beaux-arts du Québec, toujours au Canada.

## Punctum, Magazine d'art contemporain
Insatisfait du manque de régularité et de la piètre qualité de la couverture médiatique des arts visuels à Québec, Christian Messier a fondé en 2009, sa propre revue qu'il a appelée Punctum Québec, magazine d'art contemporain en référence au Punctum de Roland Barthes. Plusieurs articles ont été écrits à propos d'expositions ou de sujet chauds, une galerie de vidéos d'art se construit à toutes les semaines, des appels de dossiers pour les artistes sont aussi publiés ainsi qu'un calendrier des expositions en arts visuels au Québec.[citation nécessaire]

## Honneurs et distinctions
2007 : Prix Videre Relève en arts visuels pour sa performance lors du Putain de bal masqué pervers